# Risoluzione dell'Assemblea generale delle Nazioni Unite
Una risoluzione dell'Assemblea generale delle Nazioni Unite è una decisione o dichiarazione votata da tutti gli Stati membri delle Nazioni Unite (ONU) nell'Assemblea Generale. Insieme alle Risoluzioni del Consiglio di sicurezza delle Nazioni Unite costituiscono i più importanti atti giuridici emessi dalle Nazioni Unite.

## Procedura
Per essere approvate, le risoluzioni dell'Assemblea Generale richiedono solitamente la maggioranza semplice (50% di tutti i voti più uno). Tuttavia, se l'Assemblea Generale giudica la questione come una "questione importante" con un voto a maggioranza semplice, allora è richiesta una maggioranza di due terzi; Le "questioni importanti" sono quelle che riguardano in modo significativo il mantenimento della pace e della sicurezza internazionale, l'ammissione di nuovi membri alle Nazioni Unite, la sospensione dei diritti e dei privilegi di adesione, l'espulsione di membri, il funzionamento del sistema di amministrazione fiduciaria o le questioni di bilancio .
Sebbene le risoluzioni dell’Assemblea Generale siano generalmente non vincolanti nei confronti degli Stati membri, le risoluzioni interne possono essere vincolanti per il funzionamento dell’Assemblea Generale stessa, ad esempio per quanto riguarda questioni procedurali e di bilancio.

## Storia
Negli anni le risoluzioni dell'Assemblea Generale hanno ratificato e promosso diverse convenzioni internazionali, oggi in vigore in diversi o tutti gli stati membri, quali la Convenzione internazionale sui diritti dell'infanzia, la Dichiarazione universale dei diritti umani, la Dichiarazione dei diritti dei popoli indigeni, la Convenzione delle Nazioni Unite sui diritti delle persone con disabilità e molte altre.

## Elenco delle Risoluzioni dell'Assemblea generale
La seguente tabella presenta una lista non esaustiva di alcune delle risoluzioni dell'Assemblea generale delle Nazioni Unite. Per un elenco completo delle risoluzioni consultare i link esterni al sito ufficiale dell'Assemblea generale.
| Risoluzione           | Anno | Oggetto |
| --------------------- | ---- | --- |
| Risoluzione 1         | 1946 | Istituzione della commissione delle Nazioni Unite per l'energia atomica (UNAEC) "per l'eliminazione dagli armamenti nazionali delle armi atomiche e di tutte le altre armi principali adattabili alla distruzione di massa", tra le altre questioni riguardanti la tecnologia nucleare. |
| Risoluzione 39        | 1946 | Regolamento delle relazioni tra ONU e Spagna franchista. |
| Risoluzione 40        | 1946 | Regolamento delle procedure di voto e di veto all'interno del Consiglio di sicurezza. |
| Risoluzione 64        | 1946 | Istituzione del Consiglio di amministrazione fiduciaria. |
| Risoluzione 95        | 1946 | Riconoscimento e affermazione dei principi del diritto internazionale elaborati durante il Processo di Norimberga. |
| Risoluzione 96        | 1946 | Definizione del crimine di genocidio. |
| Risoluzione 100       | 1946 | Stabilisce la sede dell'ONU a New York. |
| Risoluzione 177       | 1947 | Formulazione dei principi di diritto internazionale sulla base dei Principi di Norimberga. |
| Risoluzione 181       | 1947 | Piano di spartizione della Palestina alla fine del Mandato britannico. |
| Risoluzione 194       | 1948 | Diritto di ritorno per i profughi palestinesi. |
| Risoluzione 127       | 1948 | Promulgazione della Dichiarazione universale dei diritti umani. |
| Risoluzione 260       | 1948 | Convenzione per la prevenzione e persecuzione dei crimini di genocidio. |
| Risoluzione 273       | 1949 | Ammissione dello stato di Israele come stato membro delle Nazioni Unite. |
| Risoluzione 289       | 1949 | Dissoluzione delle colonie italiane; l'ONU raccomanda l'indipendenza della Libia entro il 1º gennaio 1952. |
| Risoluzione 303       | 1949 | Questione di un regime internazionale per l'area di Gerusalemme e la protezione dei luoghi di culto; Status di Gerusalemme come Corpus Separatum. |
| Risoluzione 377A      | 1950 | Risoluzione "Uniting for Peace" |
| Risoluzione 491       | 1950 | Ammissione dell'Indonesia come stato membro delle Nazioni Unite. |
| Risoluzione 498       | 1951 | Invito alla Repubblica Popolare Cinese a cessare tutte le ostilità nella penisola coreana. |
| Risoluzione 500       | 1951 | Embargo commerciale generale contro la Repubblica Popolare Cinese e la Corea del Nord per la loro aggressione in Corea. |
| Risoluzione 505       | 1952 | Minacce all'indipendenza politica e all'integrità territoriale della Cina (Repubblica di Cina) e alla pace in Estremo Oriente, derivanti dalle violazioni sovietiche del Trattato di amicizia e alleanza sino-sovietico del 14 agosto 1945.                                             |
| Risoluzione 977X      | 1955 | Creazione del cimitero commemorativo delle Nazioni Unite a Busan, Corea del Sud, per i caduti del Comando delle Nazioni Unite nella guerra di Corea. |
| Risoluzione 997(ES-I) | 1956 | Crisi di Suez |
| Risoluzione 1514      | 1960 | Dichiarazione sulla concessione dell'indipendenza ai Paesi e ai popoli coloniali. |
| Risoluzione 1541      | 1960 | Dichiarazione dei principi che dovrebbero guidare gli stati membri nel determinare se esiste o meno l'obbligo di trasmettere le informazioni richieste dall'articolo 73e della Carta.                                                                                                   |
| Risoluzione 1631      | 1961 | Ammissione della Mauritania come stato membro delle Nazioni Unite. |
| Risoluzione 1761      | 1962 | Sanzioni economiche generali contro lo stato del Sudafrica in risposta al regime di Apartheid. |
| Risoluzione 1962      | 1963 | Prima risoluzione ONU regolante la collaborazione sulle missioni spaziali |
| Risoluzione 1991      | 1963 | Correzione della carta delle Nazioni Unite e ampliamento del consiglio di Sicurezza a 15 membri. |
| Risoluzione 2758      | 1971 | Espulsione dei rappresentanti del Chiang Kai-shek e loro sostituzione con i rappresentanti della Republica popolare cinese. |
| Risoluzione 3010      | 1972 | Dichiara il 1975 anno internazionale della donna. |
| Risoluzione 3068      | 1973 | Convenzione internazionale sull’eliminazione di ogni forma di discriminazione razziale. |
| Risoluzione 3314      | 1974 | Definizione del concetto di agressione nel diritto internazionale. |
| Risoluzione 3379      | 1975 | Definisce il Sionismo come una forma di discriminazione razziale; questa risoluzione è stata poi revocata dalla Risoluzione 46/86. |
| Risoluzione 31/72     | 1976 | Adozione del piano mondiale per il mantenimento della pace, rapporto sulla conferenza dell'anno internazionale della donna. |
| Risoluzione 34/37     | 1979 | Critica all'occupazione del Marocco e del Sahara occidentale |
| Risoluzione 36/3      | 1981 | Ammissione del Belize a membro delle Nazioni Unite. |
| Risoluzione 47/121    | 1993 | Condanna della pulizia etnica e crimini di genocidio in Bosnia commessi contro i musulmani bosniaci ad opera dei serbi (la corte internazionale emise una sentenza a questo proposito 14 anni dopo, nel 2007)                                                                           |
| Risoluzione 55/56     | 2000 | Introduzione di un processo di verifica dell'origine dei diamanti grezzi. Fu la base per il Processo di Kimberley |
| Risoluzione 58/76     | 2003 | Disposizioni legislative in materia di commercio internazionale; la risoluzione raccomandò l'adozione dei principi e linee guida proposte dall'UNCITRAL. |
| Risoluzione 60/7      | 2005 | Istituzione della giornata mondiale della memoria |
| Risoluzione 61/106    | 2006 | Adozione della Convenzione delle Nazioni Unite sui diritti delle persone con disabilità. |
| Risoluzione 61/295    | 2007 | Adozione della Dichiarazione dei diritti dei popoli indigeni |
| Resolution 62/149     | 2007 | Moratoria universale sulla pena di morte in vista della sua totale abolizione e, nel frattempo, il rispetto dei diritti dei condannati a morte. Invita gli Stati che hanno abolito la pena di morte a non reintrodurla.                                                                 |
| Risoluzione 62/63     | 2008 | Responsabilità penale dei funzionari ed esperti ONU in missione. |
| Risoluzione 67/19     | 2012 | Riconoscimento dello stato di Palestina come membro osservatore permanente. |
| Risoluzione 68/262    | 2014 | Affermazione dell'unità territoriale ucraina. |
| Risoluzione 69/292    | 2015 | Sviluppo di uno strumento internazionale giuridicamente vincolante nell'ambito della Convenzione delle Nazioni Unite sul diritto del mare per la conservazione e l'uso sostenibile della diversità biologica marina nelle aree al di fuori della giurisdizione nazionale.               |
| Risoluzione 70/1      | 2015 | Presentazione dell'Agenda 2030 |
| Risoluzione 71/25     | 2017 | Status di Gerusalemme |
| Risoluzione 72/191    | 2018 | Situazione dei diritti umani in Siria |
| Risoluzione 73/5      | 2018 | Ammissione della Palestina nel G77 |
| Risoluzione 73/99     | 2018 | Come le precedenti 72/87, 72/86, 72/84, 73/96 e 73/98 anche questa risoluzione verte sullo status delle occupazioni illegali in Palestina da parte di Israele e sullo status di Gerusalemme.                                                                                            |
| Risoluzione 76/70     | 2022 | Invasione russa dell'Ucraina del 2022. |
| Risoluzione ES-10/21  | 2023 | Guerra Hamas-Israele del 2023 |
| Risoluzione ES-10/22  | 2023 | Protezione dei diritti dei civili e rispetto degli obblighi legali e umanitari. |